# Caddoindianerna under 1600- och 1700-talet
Caddoindianerna under 1600- och 1700-talet är en artikel som behandlar de caddospråkiga etniska grupper som fanns i de sydvästra delarna av det sydöstra kulturområdet i Nordamerika under den period då det bästa etnohistoriska källmaterialet kom till och folken fortfarande bodde inom sitt ursprungliga bosättningsområde.
Caddoindianerna bildade vid denna tid tre stora konfederationer samt några mindre grupper som inte ingick i dessa. Sammanlagt kan det ha funnits omkring 9 000 caddos. De flesta talade samma språk. Samhället var rangordnat och styrdes av ärftliga ledare med både politiska och religiösa funktioner. De högsta av dessa var de enda i samhället som inte behövde arbeta utan försörjdes av de andra. Ekonomin grundades på kvinnligt hackbruk och manlig jakt. Spansk och fransk kolonisation drabbade caddoindianerna främst genom spridning av förödande epidemier. De blev indragna i det franska handelsnätverket vilket medförde att jaktens och krigets betydelse ökade och att angrepp från andra indiangrupper blev vanligare. Idag bor deras ättlingar i Oklahoma och tillhör Caddo Nation of Oklahoma, en federalt erkänd indiannation.

## Etnopolitiska grupper

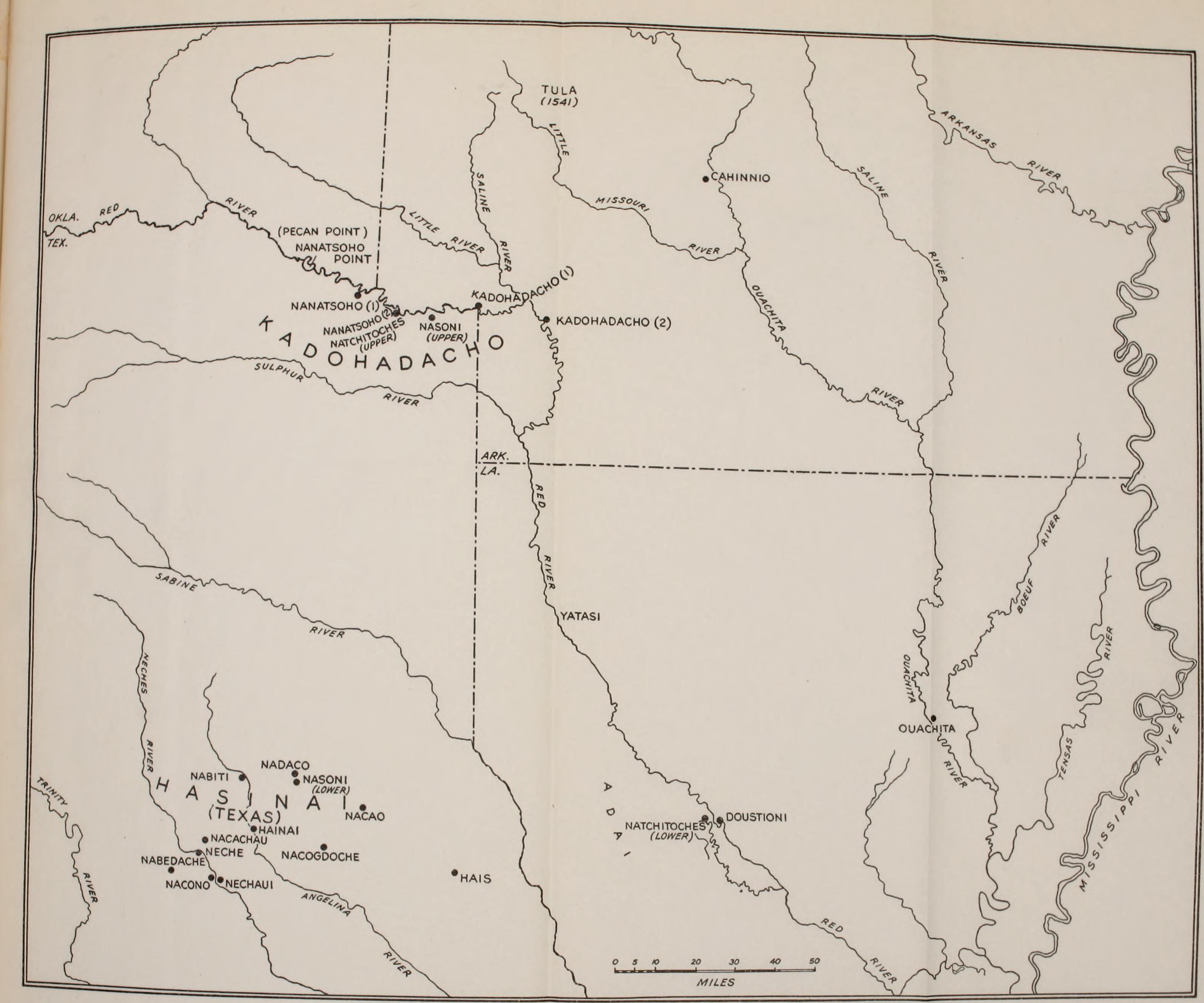
Caddoindianska grupper under sexton- och sjuttonhundratalet.

De caddospråkiga grupperna bodde i de nordvästra delarna av nuvarande Louisiana, de östra delarna av nuvarande Texas, de sydvästra delarna av nuvarande Arkansas och de sydöstra delarna av nuvarande Oklahoma. De bildade tre stora huvudgrupper eller konfederationer samt några mindre grupper som inte ingick i dessa konfederationer.
- Hasinai bodde i nuvarande östra Texas. Denna huvudgrupp bestod av nio grupper: hainai, nabedache, namidash, nacachau, nacao, nacadoche, nacono, nechavi och neche. De nedre nasoni hade vid någon tidpunkt slutit sig till denna konfederation, liksom anadarko gjorde under 1600-talet. Sammanlagt kan det ha funnits 4 000 människor i denna konfederation vid slutet av 1600-talet.
- Kadohadacho som bodde vid Red River i nuvarande Oklahoma och Texas, var en huvudgrupp som bestod av de egentliga kadohadacho (ur vilka namnet caddo uppstått), nanatsoho, övre nasoni och övre natchitoches samt övre yatasi. Cadihinno var förbundna med denna huvudgrupp. Tillsammans kan det ha funnits 2 000 människor.
- Natchitoches som bodde vid Red River i nuvarande Louisiana bestod av de egentliga natchitoches, doustini, nedre nasoni och nedre yatasi. Tillsammans kan de ha utgjort 1 000 människor.
- Till de grupper som inte ingick i någon konfederation hörde adai och ouachita. I närheten av hasinai fanns eyeish, som dock inte ingick i denna konfederation. Adai och eyeish kan vardera ha bestått av 400 människor.

Språkligt sett talade alla dessa grupper varieteter av caddospråket i inskränkt mening utom yatasai och natchitoches vilka talade varieteter av samma språk vilka tillhörde caddofamiljen. Adai och eyeish talade språk som var ömsesidigt förståeliga. De som inte hade caddo som modersmål var dock tvåspråkiga och talade även caddo.

## Kultur
De historiska caddoindianernas förfäder hade varit bärare av caddo-mississippikulturen, en variant av Mississippikulturen vilken fanns inom samma område som caddoindianernas bosättningsområde under sexton- och sjuttonhundratalet. Efter de första européernas ankomst drabbades denna befolkning av epidemier av europeiska sjukdomar och den snabbt minskade befolkningen ledde till samhällsförändringar som gjorde att de kulturmönster uppkom som är kända från sexton- och sjuttonhundratalet.

### Sociala relationer
Matrilinjär härstamning var huvudregeln, men vissa politiska ämbeten ärvdes agnatiskt. Källorna är otydliga, men mycket tyder på att det fanns klaner vilka var matrilinjära och endogama. Det är också troligt att både klaner och individer rangordnades efter styrka och status, som hos natchezerna.

### Politisk organisation
På bynivå fanns en lokal ledare vilken kallades caddi, som styrde med hjälp av ett råd. Caddis var följeslagare till en regional ledare, xinesi med både politiska och religiösa funktioner. Denne utövade sin styrelse med hjälp av en rådsförsamling av caddis. Xinesin var den ende i samhället som inte behövde arbeta, utan försörjdes av de övriga samhällsmedlemmarna. Både de lokala och de regionala ledarna var män vilka ärvde sina roller agnatiskt. Vid två tillfällen har dock de historiska källorna noterat kvinnliga ledare, en gång 1690 och en annan gång 1767. Vid sidan av dessa ärftliga ledare fanns det en militär ledare som valdes av hela den manliga befolkningen och hade stor auktoritet vid krigsföretag. Framgångsrika krigare fick hederstitlar och åtnjöt hög prestige.

### Religion
Caddoindianerna erkände en högste skapargud och dyrkade denne tillsammans med andra lägre gudomligheter. Xinesin var överstepräst och den ende som kunde kommunicera med de två "himmelsbarn" vilka ansågs ha sin vistelse nära tempelelden. Många ceremonier hölls även för att få hjälp från andevärlden med årscykelns arbetsuppgifter och livets svårigheter. Det fanns även manliga och kvinnliga helare vilka fått övernaturliga gåvor av fåglar och andra djur för att bota sjukdomar och framsäga spådomar.

## Ekonomi
Caddoindianernas ekonomi var grundad på hackbruksodling av majs (som var huvudgrödan), pumpor, solrosor och bönor. Man odlade även tobak. De odlade grödorna kompletterades med bär, nötter och rötter. Huvudansvaret för odling och insamlande låg hos kvinnorna. Männen ansvarade för jakten på hjortar (huvudbytet), kaniner, kalkoner, änder och andra fåglar. Även björn jagades. Till skillnad från förhistorisk tid jagade de västligaste caddoindianerna även buffel. Fiske förekom säsongsvis.

## Bebyggelsemönster

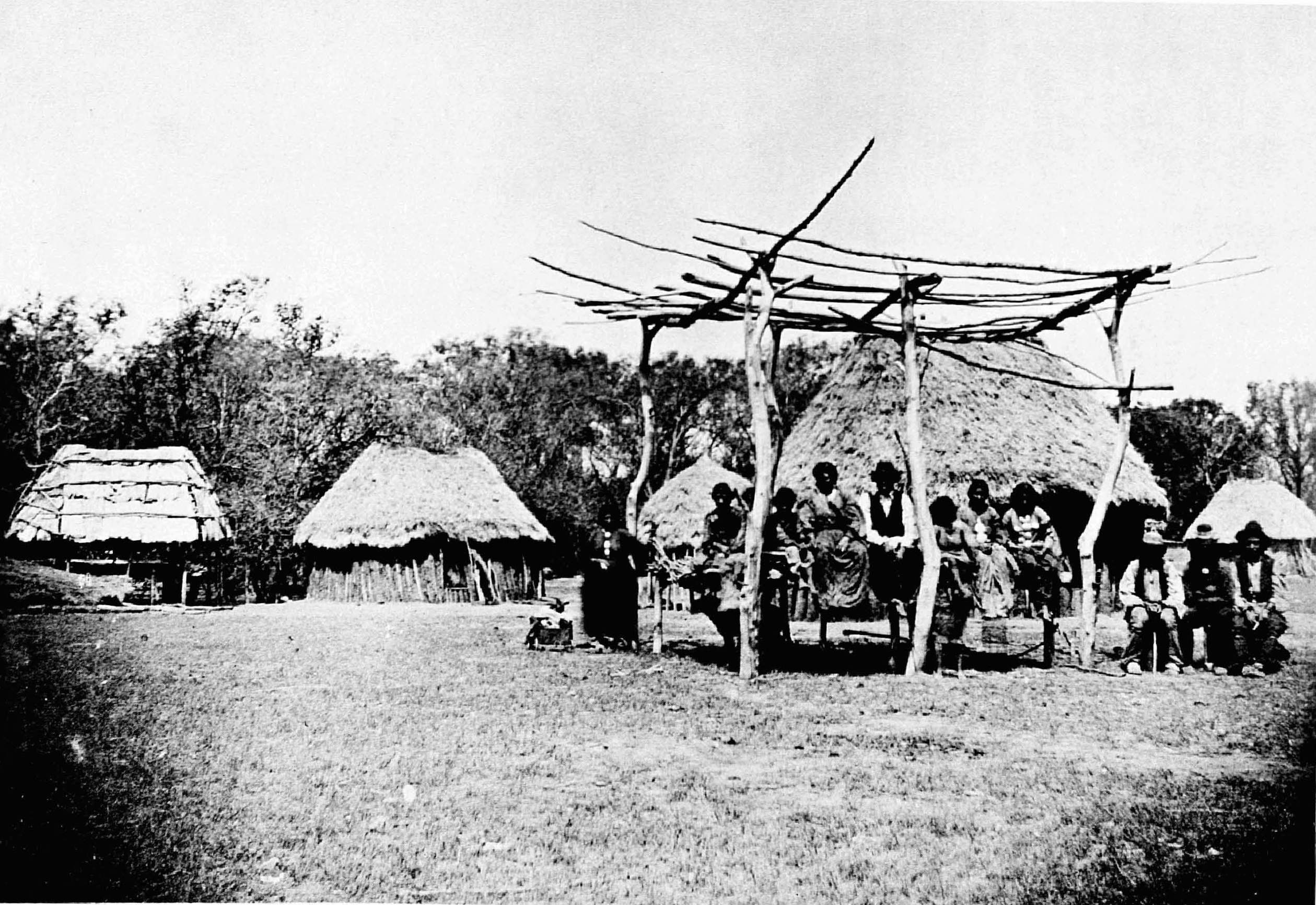
En caddoindiansk by från 1870 visar betydande likheter med de historiskt kända bebyggelsemönstret från 1600- och 1700-talen.

Caddoindianerna bodde i små obefästa byar och på ensamgårdar utspridda så att de bäst utnyttjade bosättningsområdets odlingsbara jordar och vattentillgångar. De enskilda boningshusen var halmtakstäckta bikupeformade byggnader 12–15 meter höga. De kunde vara upp till 18 meter i diameter och kunde hysa åtta eller tio familjer under samma tak. Utanför bostadshusen fanns arbetsplattformar och spannmålsförråd. I byarna fanns det öppna platser lämpliga för ceremonier samt gemensamma byggnader av samma utseende som boningshusen fast större vilka användes för ceremonier och fester. Särskilda krigarhus fanns även, som brändes ned sedan krigarna lämnat byn för ett krigståg. Bruket av ceremoni- eller gravhögar hade försvunnit, men caddins gård som låg avskilt från den övriga byn var framträdande. Där fanns hans bostadshus, ett hus för rådsförsamlingen och ett hus för rådsförsamlingens följeslagare. Särskilt framträdande var xinesins gård. Den låg på avstånd från övrig bebyggelse och bestod av hans bostadshus, ett tempel med en ständigt brinnande eld och två små hus för de osynliga "himmelsbarnen".

## Europeisk kolonisation
Hernando de Sotos dåligt dokumenterade spanska expedition 1541-1542 sammanträffade med caddoindianerna, något som fick förödande konsekvenser för dessa genom introduktionen av europeiska sjukdomar. La Salles olyckliga franska expedition mötte caddoindianerna både 1686 och 1687. Den franska närvaron gjorde att åtta spanska missionsstationer efterhand anlades bland caddoindianerna. En av stationerna, San Francisco de los Tejas fick namnet Tejas (spansk gammalstavning Texas) efter det spanska namnet på hasinai och detta namn gavs senare åt hela provinsen Texas. Missionsstationen San Miguel de Linares de los Adaes fick sitt namn efter adai. Flera av dessa missionsstationer avvecklades efterhand, de som fanns bland adai och eyeish dock inte förrän 1773. De spanska missionsstationerna hade till syfte att kristna lokalbefolkningen och samla dem i jordbrukskolonier under religiös kontroll. Detta syfte uppnåddes dock aldrig då hackbruket krävde en utspridd befolkning och caddoindianerna därför inte var villiga att samlas på ett fåtal platser. En stor epidemi drabbade dem också strax efter den första missionsstationens grundande 1691 vilket gjorde dem misstänksamma mot den nya religionen. 
Fransmännen grundade 1713 en handelsstation bland natchitoches och 1719 en bland nasoni vid Red River. Efterhand blev caddoindianerna alltmer indragna i ett fransktdominerat handelssystem där de bytte hjorthudar, slavar och hästar mot eldvapen, metallverktyg och andra europeiska produkter. Den ökade betydelsen av jakten för att skaffa hudar och kriget för att skaffa slavar och hästar gjorde att bosättningar flyttades och den inre sociala organisationen förföll, då de ärftliga ledarna förlorade kontroll över handeln. De europeiska kontakterna medförde ständigt återkommande epidemier av europeiska sjukdomar som smittkoppor och mässling vilket drabbade befolkningen hårt. Fientliga relationer med andra indianska grupper som apacher, osage, choctaw och chickasaw tilltog också. Trots detta lyckades caddoindianerna under hela 1700-talet bibehålla kontrollen över sitt bosättningsområde.

## Senare utveckling
Under 1800-talet drabbades caddoindianerna av angloamerikansk demografisk aggression och blev tvungna att bosätta sig på olika indianreservat, där de försörjde sig genom åkerbruk och boskapsskötsel av euroamerikansk typ. Slutligen förlorade de sitt hemland och tvingades att bosätta sig i Indianterritoriet. Sjukdomar, krig och andra orsaker åstadkom en stor befolkningsminskning vilken gjorde att de olika grupperna av caddoindianer under denna tid sammansmälte till ett folk.